# The World at the End of Time
The World at the End of Time ist ein Science-Fiction-Roman von Frederik Pohl, der die Geschichte der Menschheit in einer fernen Zukunft zur Zeit des Protonenzerfalls beschreibt.

## Inhalt
Der Roman spielt in einer fernen Zukunft: Wan-To ist das älteste und mächtigste Intelligenzwesen des Universums, das einem Gott nahe kommt – er kann nach Belieben Sterne erschaffen und vergehen lassen und die Angelegenheiten der Menschen berühren ihn nicht im geringsten.
Doch als er zur Zerstreuung „Kinder“ aus seiner eigenen Essenz erschafft, versuchen diese ihn zu töten und es entbrennt ein Krieg, in dessen Verlauf ganze Sonnensysteme vernichtet werden; einige werden von Wan-To auch mit Lichtgeschwindigkeit davongeschleudert und unterliegen einer Zeitdilatation.
Viktor Sorricaine lebt als einer der letzten Menschen in der Stadt Newmanhome, die auf einem Planeten liegt, dessen Sonnensystem durch Zeitdilatation das Zeitalter des Protonenzerfalls erreicht.
Hier trifft er Wan-To, der verzweifelt das Sterben aller Sterne miterleben musste und sich nun des eintreffenden Sterns bemächtigen möchte, auch wenn das das Ende der letzten Menschen bedeuten könnte.

## Ausgaben
- The World at the End of Time. Del Rey/Ballantine, New York 1990, ISBN 0-345-37197-6, 393 S.

Ab Oktober 1990 erschienen mehrere Neuauflagen. In das Deutsche wurde dieses Werk noch nicht übersetzt, lediglich in das Italienische, Bulgarische und Tschechische. 1991 gelangte es auf Platz 18 der Sparte Best SF Novel des Locus Award.